# 晋康郡 (东晋)
晋康郡，中国东晋时设置的郡。
永和七年（351年）置，治所在元溪县（今广东省德庆县东）。属广州。辖境相当今广东省德庆、郁南、罗定等市县地。南朝宋初徙治龙乡县（今广东省罗定市太平镇谭白管理区内），元嘉中又移治端溪县（今广东省德庆县）。南齐又徙治威城县（今广东省郁南县南），南梁复治端溪县。隋朝开皇时废。唐朝天宝元年（742年）复改康州置晋康郡，仍治端溪县。属岭南道。辖境相当今广东省德庆、郁南、云浮等市县地。乾元元年（758年）废。 

## 行政長官

### 劉宋晉康太守
- 劉紹祖[1]